# 米爾克里克 (喬治亞州)
米爾克里克（英語：Mill Creek）是位於美國喬治亞州惠特菲爾德縣的一個非建制地區。該地的面積和人口皆未知。

## 地理
米爾克里克的座標為34°43′47″N 85°02′32″W / 34.72972°N 85.04222°W，而該地的平均海拔高度為253米（即830英尺）。